# سعید زارع
سعید زارع (زاده ۱۷ اردیبهشت ۱۳۷۱) بازیکن فوتبال اهل ایران است که در پست وینگر برای باشگاه فوتبال فجر سپاسی در لیگ آزادگان بازی می‌کند.
او پس از سقوط فجر سپاسی به لیگ آزادگان به کاپیتان اول این تیم تبدیل شد.